# Civilization
 Ikke at forveksle med Civilization (brætspil).
Civilization er et computerspil lavet af Sid Meier for spilproducenten Microprose i 1991. Spillets går ud på at opbygge et stort imperium fra bunden. Spillet starter i forhistorisk tid, hvor spilleren skal forsøge at udvide og udvikle deres imperium igennem tidsaldrene indtil nutiden og nær fremtid. Det er generelt anerkendt at dette spil var en pioner inde for sin genre – turbaseret strategi spil. Civilization er det første spil i Civilizationserien. Spillet udkom i 1995 som CivNet, en remake med forbedret grafik og lyd, der understøtter Microsoft Windows 3.1 og Windows 95.

## Beskrivelse
Civilization er oprindeligt et singleplayerspil, hvor spilleren har rollen som hersker over en civilisation, startende kun med en settlerenhed (pioner/nybygger). Spilleren forsøger at opbygge et imperium i konkurrence med andre civilisationer, mellem en til syv, der vises på skemaet nedenfor - farverne indikere en mulighed spillet vælger automatisk ud af to folk. Spillet er 100 % turbaseret og kræver en del enhedshåndtering (micromanagement).
Sideløbende med at spilleren skal udføre større opgaver, såsom udforskning af lokalområdet/kontinentet, indgåelse af diplomatiske forbindelser/handel og krig/fredshandlinger, skal spilleren samtidig beslutte hvilke bygninger eller enheder hver enkelt by skal producere, hvor nye byer skal anlægges og hvordan landskabet omkring byen dyrkes og omformes bedst muligt. Dette skal henlede til, at byerne får det maksimale udbytte mht. fødegrundlag for befolkningen, ressourcer til videnskaben samt økonomisk profit-maksimering sådan at civilisationen kan udvikle sig hensigtsmæssigt. Fra tid til anden kan spillerens byer blive udsat for angreb fra barbarer, som er små krigeriske stammer, der dukker op ud af det blå. Truslen fra barbarangreb bliver mindre i takt med at mere ukendt land udforskes.
Før spillet starter skal spilleren vælge, hvilken historisk forankret civilisation vedkommende vil spille. Hver civilisation har sine egne karakteristika, hvilket kommer til udtryk i deres reaktionsmønster som modstander. Aztekerne er, for eksempel, i spillet karakteriseret som aggressive og udforskende.
Af andre civilisationer kan nævnes amerikanerne, mongolerne og romerne. Hver civilisation føres af en historisk person, såsom Mohandas Gandhi, der repræsenterer inderne og Josef Stalin, der repræsenterer russerne.
Omfanget af Civilization er større end de fleste andre spil – især ifht. at spillet udkom i 1991. Spillet starter i 4000 år før vores tidsregning, hvilket i Danmark anses som stenalderen (internationalt – før bronzealderen) og kan vare helt til år 2100, med rumfartsteknologier. Til at starte med er spilleren kun udstyret med 1-2 nybyggere, hvilke skal bruges til at anlægge nye byer på passende lokaliteter, transformere landskabet (floder, enge, skove, bjerge etc.) og bygge andre anlæg såsom miner (fortrinsvis i bjergene og bakkerne), veje og senere jernbaner (disse maksimerer ressource-udbyttet samt mindsker transporthastigheden mellem byerne).
Som tiden går udforskes nye teknologier; søfart, handel, robotter etc. Disse teknologier er spillets primære udviklingskilde, og generel genstand for videnskapløb mellem civilizationerne, hvem opfinder f.eks. først religion og bliver i stand til at bygge vigtige underværker, (se også verdens syv underværker). I starten af spillet forefindes mere primitive teknologier, som f.eks. pottemageri, hjulet og alfabetet, hvor teknologierne til sidst er hyper-avancerede som f.eks. atomspaltning og rumfart. En civilisation har en stor fordel ved at være den første nation til at opfinde en ny teknologi. De fleste af teknologierne åbner nemlig muligheden for at lære nye teknologier, producere nye enheder og bygge nye forbedringer i byerne. F.eks. giver hjulet mulighed for at bygge en stridsvogn, og pottemageri giver muligheden for at bygge forbedringen Granary (kornmagasin) i byerne, hvilket medfører at befolkningstilvæksten øges (se også overbefolkning.). For bedre at kunne administrere den efterhånden omfangsrige teknologiske udvikling, bliver teknologierne automatisk passet ind i et såkaldt teknologi-træ. Denne funktion er senere hen blevet kopieret af mange andre strategi spil – funktionen gavner overblikket gevaldigt. Da en civilisation kun kan forske i én teknologi ad gangen, er rækkefølgen – som spilleren vælger at udforske disse i – ret afgørende for spillets udfald og graden af succes/overlevelse for civilisationen, og reflekterer i høj grad spillerens egen personlige spillestil – f.eks. i retning af en mere militaristisk, ekspansiv, eller videnskabelig anlagt stil.
Spillere kan – som før omtalt – også bygge verdens underværker igennem alle spillets forskellige tidsepoker, forudsat at den fornødne teknologi er tilstede. Verdens underværker er næsten altid større monumenter, der kan genkendes fra den virkelige verden, og som har haft stor samfundsmæssig, teknologisk og kulturel indflydelse igennem menneskets historie. Dette forhold gælder lige fra Pyramiderne og Den Kinesiske Mur (oldtiden); Copernicus' Observatorium og Magellan's Ekspedition (renæssancen), og op til Apollo-programmet, FN og Manhattan-projektet, ("den moderne æra"). Hvert vidunder kan kun opføres én gang i spillet og kræver en masse tid og ressourcer. Men hvert vidunder giver sine unikke fordele, som kun kan høstes ved opførelsen af dem; f.eks. giver Pyramiderne et gratis kornmagasin i hver by på samme kontinent, som den by vidunderet er opført i. Vidunderne kan dog også blive forældede ved fremkomsten af nye revolutionerende teknologier, og deres effekt forsvinder således. Dette – blandt meget andet – giver dog Civilization en grad af dynamik. En sejr kræver udvikling af nye teknologier.
Spillet kan vindes enten ved at udrydde de andre konkurrerende civilisationer eller ved at vinde rumkapløbet, sidst i spillet, og derved blive den første civilisation, som ankommer sikkert til den nærmeste stjerne Alfa Centauri.

## Vidundere og civilisationer i det første spil
Vidundere
- Apollo Program (Apollo-programmet)
- The Colossus (Kolossen på Rhodos) - gjort forældet af Electricity (elektricitet)
- Copernicus' Observatory (Kopernikus' observatorium) - gjort forældet af Automobile (automobilen)
- Cure for Cancer (kuren mod kræft)
- Darwin's Voyage (Darwins sørejse)
- The Great Library (Biblioteket i Alexandria) - gjort forældet af University (universitetet)
- The Great Wall (Den Kinesiske Mur) - gjort forældet af Gunpowder (krudt)
- The Hanging Gardens (Babylons hængende haver) - gjort forældet af Invention (opfindelser)
- Hoover Dam
- Isaac Newtons College - gjort forældet af Nuclear Fission (Fission)
- J.S. Bach's Cathedral ("J.S. Bachs katedral")
- The Lighthouse (Fyrtårnet på Faros ved Alexandria) - gjort forældet af Magnetism (magnetisme)
- Magellan's Expedition ("Magellans verdensomrejse")
- Michelangelo's Chapel ("Michelangelos Kapel") - gjort forældet af Communism (kommunisme)
- Manhattan Project
- Oracle (orakel) - gjort forældet af Religion
- The Pyramids (Pyramider) - gjort forældet af Communism
- SETI Program
- Shakespeare's Theatre (Globe Theatre) - gjort forældet af Electronics (elektronik)
- United Nations (Forenede Nationer)
- Women's Suffrage (Kvinders valgret)